# PalaFarina
Il PalaFarina è un'arena coperta di Viadana.

## Storia e descrizione
Inaugurato nel 1996, il PalaFarina viene utilizzato sia per attività sportive, soprattutto come palestra e per gare di pallavolo, sia per attività ludiche, come concerti musicali. La struttura venne chiusa l'8 febbraio 2015, in quanto dichiarata inagibile a causa del cedimento del tetto, dopo infiltrazioni di acqua dovuta ad una nevicata; riaprì al pubblico l'8 ottobre 2022.
Il palazzetto ha ospitato le gare casalinghe della squadra femminile di pallavolo del Volleyball Casalmaggiore.